# Robert Barrat (journaliste)
Pour les articles homonymes, voir Robert Barrat et Barrat.
Robert Barrat, né le 12 mars 1919 à Douai et mort le 16 août 1976 à Saint-Cloud, est un journaliste français, militant catholique de la lutte anticolonialiste.

## Biographie
Admis en 1937 à l'École normale supérieure, Robert Barrat effectue son premier voyage en Algérie l'année suivante. Après avoir participé à la Résistance, il devient journaliste en 1945, rédacteur en chef adjoint de Témoignage chrétien à partir de 1946.
Il contribue en 1949 à l'activité de la mission d'aide aux réfugiés arabes de Bethléem avec Louis Massignon. Il assure les fonctions de secrétaire général du Centre catholique des intellectuels français de 1950 à 1955.
En octobre 1954, il accompagne le voyage en Algérie du ministre de l'Intérieur François Mitterrand. Il organise, en mai 1955, une journée d'étude et d'information sur la situation en Algérie. Il rencontre des chefs nationalistes algériens, en août, à Alger et au maquis dans la région de Palestro : cet événement donne lieu à la publication dans France-Observateur du reportage intitulé Un journaliste français chez les « hors-la-loi » algériens. Robert Barrat est arrêté quelques jours plus tard, puis libéré à la suite d'une importante campagne en sa faveur et avec le soutien de la presse française. Il participe en novembre 1955 à la fondation du Comité d'action des intellectuels contre la guerre d'Algérie. Il organise en 1956 une entrevue entre Pierre Mendès France et deux représentants du FLN, Salah Louanchi et Ahmed Taleb Ibrahimi.
En 1956, Robert Barrat intervient sur la situation algérienne à la communauté de l’Arche, chrétienne et non-violente, que vient de créer Lanza del Vasto. Des membres de la communauté décident alors de créer l’Action civique non-violente (ACNV) qui, en particulier avec Joseph Pyronnet, va dénoncer la torture, s'opposer aux camps d’assignation en France et soutenir les objecteurs de conscience et les insoumis. Robert Barrat soutiendra leurs actions et s'associera à certaines d'entre elles.
En 1957, Robert Barrat, Roland Marin et Maurice Pagat créent le Centre d’information et de coordination pour la défense des libertés et de la paix, situé rue du Landy à Clichy, qui publie le journal Témoignages et Documents luttant contre la censure.
Le 11 avril 1958, quatre-vingt-deux personnes, dont Robert Barrat, Jean-Pierre Lanvin, Lanza del Vasto et le pasteur André Trocmé manifestent pour la première fois en France contre l'armement atomique en pénétrant dans l'usine nucléaire de Marcoule qui produit du plutonium pour la bombe atomique,.
En 1960, il fonde le journal clandestin Vérité-Liberté avec Pierre Vidal-Naquet, Paul Thibaud et Jacques Panijel. Ce magazine est consacré à divulguer toute information interdite ou filtrée par la censure sur la guerre d'Algérie.
Devenu en juillet 1960 directeur du bureau parisien de l'hebdomadaire Afrique Action, il signe en septembre le Manifeste des 121 titré « Déclaration sur le droit à l’insoumission dans la guerre d’Algérie »  : accusé d'être l'instigateur de cette action, il est arrêté et incarcéré pendant 16 jours à la prison de Fresnes. « Robert Barrat, écroué à Fresnes ! Cette geôle va-t-elle recevoir, comme il y a seize ans, les meilleurs et les plus purs ? », écrit François Mauriac dans son bloc-notes de L'Express.
En février 1963, il est cosignataire d'une lettre du Comité de secours aux objecteurs de conscience réclamant au Président de la République et au Premier ministre un statut pour que les objecteurs puissent effectuer un service civil et non militaire.
Il est le père de Patrice Barrat.

## Ouvrages
- Justice pour le Maroc, préface de François Mauriac, Seuil, 1953
- Charles de Foucauld et la fraternité, avec Denise Barrat, Seuil, 1961
- Un Journaliste au cœur de la guerre d'Algérie, éditions Témoignage chrétien, 1987 ; Éditions de l’Aube, 2001[13]
- Les Maquis de la liberté, éditions Témoignage chrétien, 1988
- Algérie, 1956 : livre blanc sur la répression, textes et documents réunis par Denise et Robert Barrat, préface de Pierre Vidal-Naquet, postface de Bruno Étienne, Éditions de l’Aube, 2001